# Batalhão Dzhokhar Dudayev
Dzhokhar Dudayev Batalhão Internacional de Manutenção da Paz (em ucraniano:  Міжнародний миротворчий батальйон імені Джохара Дудаєва) é um batalhão de voluntários chechenos com o nome do primeiro Presidente da República Chechena de Ichkeria, Dzhokhar Dudayev. O batalhão é composto principalmente de voluntários chechenos, muitos dos quais lutaram na Primeira Guerra Chechena e na Segunda Guerra Chechena ao lado da República da Ichkeria. O batalhão está sob o comando de Adam Osmayev desde 1º de fevereiro de 2015, depois que Isa Munayev foi morto em ação na Batalha de Debaltseve, no leste da Ucrânia.

## Visão geral

### História
A criação do batalhão começou no início de março de 2014 na Dinamarca. É aqui que se encontra um grande número de chechenos, contrários à Rússia e forçados a emigrar após a Segunda Guerra Russo-Chechena. Foi iniciado pela Organização do Cáucaso Livre, que foi criada em 2006 na Dinamarca por emigrantes políticos dos países do Cáucaso na Europa. O fundador e primeiro líder do batalhão, Isa Munayev, foi nomeado comandante militar encarregado da defesa da capital chechena pelo presidente da Ichkeria, Aslan Maskhadov, durante a Batalha de Grozny (1999–2000), onde usou várias táticas de guerra urbana, incluindo emboscadas, carros-bomba, e minas durante a defesa da cidade.

### Composição do batalhão
O desejo de participar da luta contra a agressão russa na Ucrânia foi imediatamente revelado por mais de 300 voluntários. O batalhão inclui chechenos,georgianos, inguches, azerbaijanos, ucranianos, circassianos e voluntários de países europeus.

### Participação na guerra

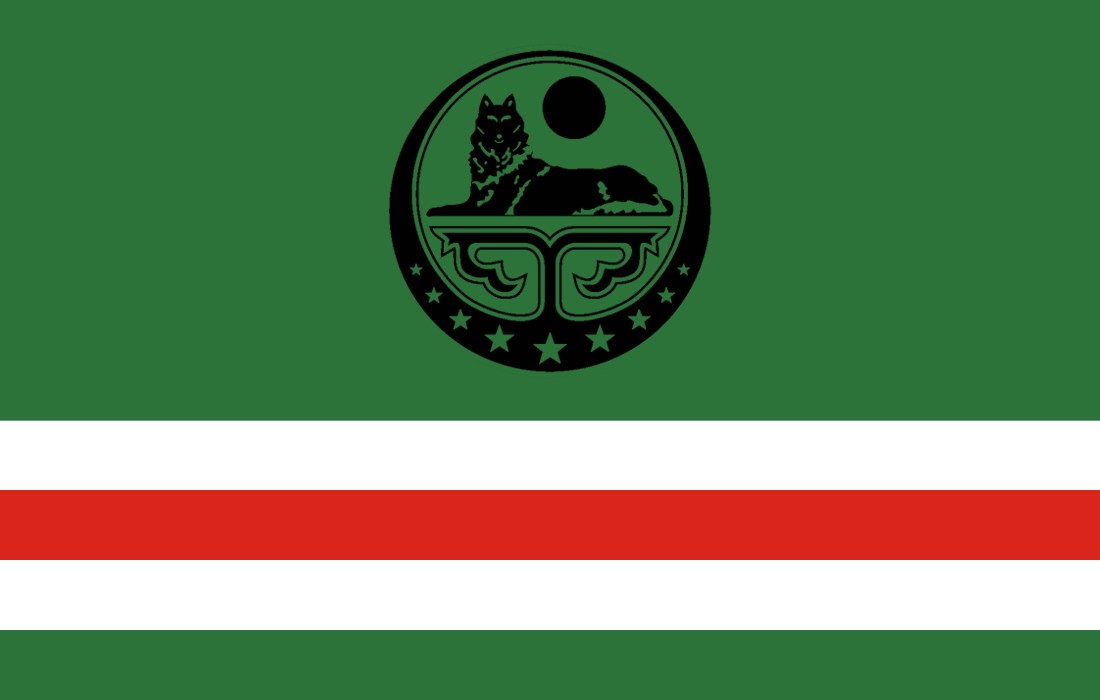
A bandeira da República Chechena de Ichkeria é usada pelo batalhão.

Especialistas chechenos participam de batalhas no leste da Ucrânia e trabalham como instrutores, treinando jovens comandantes.
A brigada está supostamente participando da defesa da Ucrânia durante a invasão russa da Ucrânia em 2022, lutando na área de Kiev.

## Membros notáveis
- İsa Sadıqov, Chefe do Estado Maior do Batalhão Dzhokhar Dudayev. Coronel das Forças Armadas do Azerbaijão, ex-vice-ministro da Defesa do Azerbaijão (1993-1995), ex-chefe do Sindicato dos Oficiais do Azerbaijão.[8] Procurado por sua terra natal.[9]
- Sergey Melnikoff, um fotógrafo com cidadania americana. Titular da Ordem do Herói de Ichkeria.[8]
- Nureddin Ismailov, ele comandou o Boz Qurd (lit. "Lobos Cinzentos") destacamento durante a guerra Karabakh[8]
- Shamil Tsuneoka Tanaka, um jornalista japonês, se converteu ao Islã em 2001 enquanto era membro do destacamento de Gelayev que participou do conflito no Kodori Gorge[8]
- Amina Okueva, também conhecida como Natalia Kaminskaya ou Amina Mustafinova, esposa de Adam Osmayev, secretário de imprensa do Batalhão Dzhokhar Dudayev.[10]